# Famfrpál v průběhu věků
Famfrpál v průběhu věků (anglicky Quidditch Through the Ages) je kniha, pojednávající o fantasy sportu famfrpálu. Její autorkou je J.K. Rowlingová, na přebalu je ovšem uveden smyšlený autor Kennilworthy Whisp, uznávaný famfrpálový odborník.
Kniha obsahuje popis vývoje létajícího koštěte, vysvětlení kdy, kde a jak hra vznikla, kde se vzala Zlatonka, změny ve famfrpálu v průběhu staletí, současná pravidla hry a její všeobecný popis ke dnešnímu dni, seznam britských a irských famfrpálových družstev a mnoho dalšího.
J. K. Rowlingová věnovala výtěžek z této knihy nadaci Comic Relief.

## Košťata
- Duběnka79
- Měsíční paprsek
- Stříbrný šíp
- Zameták 1
- Zameták 5
- Zameták 7
- Zameták 11
- Ohnivák Kometa 140
- Žíznivá čára
- Povětroň
- Nimbus 1000
- Nimbus 1001
- Nimbus 1500
- Nimbus 1700
- Nimbus 2000
- Nimbus 2001
- Proutěnka 90
- Kulový Blesk
- Kometa 62
- Masařka

## Vydání
Kniha byla vydána nakladatelstvím Bloomsbury Publishing, Londýn, 2001.
- ROWLING, J. K. Famfrpál v průběhu věků. Praha: Albatros, 2001. 65 s. ISBN 80-00-01008-9. (česky, 1. vydání)

- ROWLING, J. K. Famfrpál v průběhu věků. Praha: Albatros, 2013. 67 s. ISBN 978-80-00-03253-5. (česky, 2. vydání)